# Тотешть
Тотешть, Тотешті (рум. Totești) — село у повіті Хунедоара в Румунії. Адміністративний центр комуни Тотешть.
Село розташоване на відстані 282 км на північний захід від Бухареста, 33 км на південь від Деви, 144 км на південний захід від Клуж-Напоки, 130 км на схід від Тімішоари.

## Населення
За даними перепису населення 2002 року у селі проживали 416 осіб, з них 413 осіб (99,3%) румунів. Усі жителі села рідною мовою назвали румунську.